# 7-S-Modell
Das 7-S-Modell stellt eine Unternehmung durch sieben Kernvariablen dar, die für die Gestaltung des Unternehmens wesentlich sind und zugleich Ansatzpunkte für Interventionen seitens einer Beratung bieten. Ursprünglich als Tool für externe Unternehmensberater konzipiert, kann das Modell auch als Unternehmensführungskonzept zur Gestaltung einer Unternehmung und der Sicherung von Wettbewerbsvorteilen genutzt werden.

## Entwicklung
Das Modell wurde in den 1980ern maßgeblich von den damals als Unternehmensberatern bei McKinsey tätigen Richard Pascale, Tony Athos, Tom Peters und Robert H. Waterman jr. entwickelt. Es wird daher auch manchmal McKinsey 7-S-Model genannt.
Anstoß zur Arbeit an dem Thema Unternehmenserfolg gab eine Besprechung im Sommer 1978.
Ausgangspunkt ihrer Überlegungen war die Feststellung, dass Unternehmen trotz der Ähnlichkeiten in Struktur, Strategie und System unterschiedliche Leistungsfähigkeit bzw. unterschiedliche Erfolge zeigten. Es stellte sich also die Frage nach den Erfolgs- bzw. Misserfolgsfaktoren eines Unternehmens.
Eine sukzessive Entwicklung des Modells lässt sich unter anderem verfolgen in dem Artikel „Structure Is Not Organization“ (1980) und in den bekannteren Büchern „The Art of Japanese Management“ bzw. „Geheimnis und Kunst des Japanischen Managements“ (1981) sowie „In Search Of Excellence“ bzw. „Auf der Suche nach Spitzenleistungen“ (1982).
Vor dem Hintergrund der in den 1970er und 1980er Jahren populär gewordenen kulturvergleichende Managementforschung zwischen USA/Europa und Japan, wurden fernöstliche Führungsstile, Managementmethoden, Wirtschaftsethik und Organisationsformen untersucht. Diese Untersuchung stand für Pascale und Athos im Vordergrund; sie beschäftigten sich mit japanischen Firmen und stellten ihre Ergebnisse in „The Art of Japanese Management“ (1981) vor.
Peters und Waterman untersuchten große US-amerikanische Firmen (Kodak, HP, IBM, Procter & Gamble, 3M und andere) und stellten ihre Ergebnisse 1982 in „In Search of Excellence“ vor.
Im Zuge der zunehmenden Globalisierung gewann auch das Thema Interkulturelle Führung an Aufmerksamkeit.

## Inhalt des Modells
Das Modell benennt 7 Kernvariablen:
- Strategie (strategy)

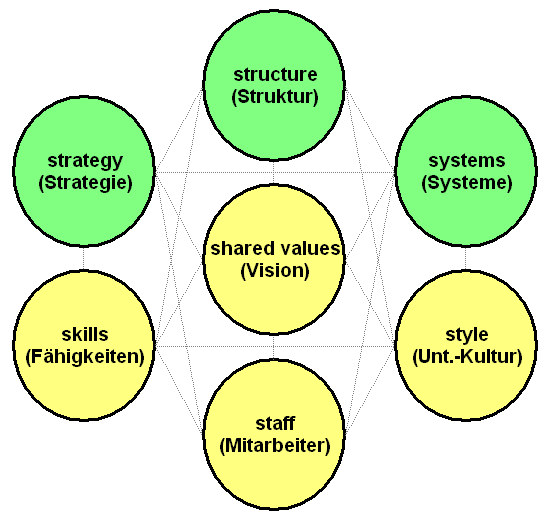
Typische Anordnung der Variablen im 7-S-Modell. Grün: „kaltes Dreieck“. Gelb: „warmes Viereck“

  - Strategie muss einen nachhaltigen Wettbewerbsvorteil gewährleisten
- Struktur (structure)
  - Aufbauorganisation ist das hierarchische Gerüst einer Organisation und definiert so grundlegende Rahmenbedingungen
- Systeme (systems)
  - Systeme bilden den Rahmen für weitere Prozesse
- Spezialfertigkeiten (skills)
  - meint charakteristische Fähigkeiten, die das Unternehmen als Ganzes am besten beherrscht (Corporate Skills).
- Stammpersonal (staff)
  - Mitarbeiter werden als Menschen und Mitglieder der Organisation gesehen; sie bedingen die Ausgestaltung des Personalwesens sowie die Demografie des Unternehmens
- Stil (style/culture)
  - Unternehmenskultur sollte sowohl vom Management definierte als auch historisch entwickelte Elemente berücksichtigen
- Selbstverständnis (shared values/superordinate goals)
  - Unternehmensleitbild vermittelt Werte und Normen (Corporate Identity) und muss von möglichst vielen Mitarbeitern vertreten werden

Es unterscheidet sogenannte „harte Faktoren“ (strategy, structure, systems – auch kaltes Dreieck) und „weiche Faktoren“ (skills, staff, style, shared values – auch warmes Viereck). Während die harten Faktoren leichter zu erfassen und zu beurteilen sind, ist die Einschätzung der weichen Faktoren deutlich schwieriger, sie sind aber mindestens ebenso wichtig für das Unternehmen.

## Ergebnisse
Die ganze Konstruktion wird auch gern als „Glückliches Atom“ bezeichnet; grafisch ordnen sich die Ziele um die „Superordinate Goals“. Bei Anpassungen sollte beachtet werden, dass die Änderung eines Zielbereiches auch immer Auswirkungen auf die übrigen Bereiche hat. Für eine gut funktionierende Organisation ist eine gute Balance zwischen den oben aufgeführten Elementen anzustreben.
Ein weiterer Anwendungsbereich findet sich in der Strategieimplementierung: Nach der Wahl einer strategischen Alternative können anhand des 7-S-Modells die Handlungsfelder abgeleitet und einzeln mit entsprechend einzuleitenden Maßnahmen konkretisiert werden.
Das Modell gibt Überblick über die Handlungsbereiche einer Führungskraft, die nicht delegiert werden können – es dient eher zur Komplexitätsreduktion bei der Erstsortierung von Problemlagen.
Mit dem expliziten Einbezug der „weichen Faktoren“ versucht das Modell mehr Wert auf Humanressourcen zu legen, weg von den traditionellen greifbaren Aspekten der Massenfertigung wie Kapital, Infrastruktur und Ausrüstung.

„Eine gute Struktur, die den ‘menschlichen Faktor’ unberücksichtigt läßt, gibt es einfach nicht.“

Peters und Waterman formulierten weiter:

„Unsere Ergebnisse waren eine angenehme Überraschung. Deutlicher als zu hoffen gewesen wäre, zeigte die Untersuchung, daß die besonders erfolgreichen Unternehmen sich vor allem in einfachen Grundtugenden unternehmerischen Handelns auszeichneten.“

Die Grundtugenden meinen etwa das Primat des Handelns (Probieren geht über Studieren), gelebte Wertesysteme, Miteinbeziehen der Mitarbeiter oder die Nähe zum Kunden.

## Kritik
Die Tatsache, dass das Modell zunächst als Managementtool konzipiert war (und nicht als umfassender erklärender Theorieansatz) muss bei einer kritischen Auseinandersetzung berücksichtigt werden. So eröffnet der Einbezug der „weichen Faktoren“ einen neuen Aspekt managementtheoretischen Denkens, es ist aber schwieriger, diese genau auszuwerten und zu analysieren bzw. eine verlässliche Datengrundlage für eine Analyse zu bekommen. Insgesamt ist das Modell eher schlicht und die Handlungsempfehlungen unverbindlich, eignet sich aber gut für eine Schwachstellenanalyse.